# Dragon Tower
La Dragon Tower, també coneguda com a Long Ta (xinès simplificat: 龙塔, pinyin: lóng tǎ) o torre Heilongjiang (xinès simplificat: 黑龙江塔, pinyin: Hēilóngjiāng tǎ), és una torre d'observació i televisió d'acer xinesa polivalent de 336 m (1,102 ft) d'alçada. El Long Ta s'utilitza per a la transmissió de televisió; telecomunicacions, transmissió de radiodifusió FM/TV a tota la província de Heilongjiang; així com per a l'observació, proporcionant una visió dels voltants de Harbin, la ciutat on està situada i capital de la província. La torre té miradors i restaurants de bufet. Fou construïda el 1998, i des del 2002 té una qualificació AAAA.
El Long Ta fa 336 m (1,102 ft) i és la quarta torre de gelosia independent més alta del món, la segona més alta d'Àsia i la més alta de la Xina, sent la segona més alta del món en el moment de la seua creació. La torre té una antena a 335.89 m (1,102 ft) i un pis superior a 216.10 m (709 ft).